# Huernia
Genre
Classification phylogénétique
Huernia est un genre de plante à fleurs de la famille des Apocynaceae originaire d'Afrique de l'Est.
Ce nom de genre a été mal orthographié : il est dédié au missionnaire et physicien hollandais Justus Heurnius (1587-1651/52).
Ce sont des plantes succulentes aux tiges anguleuses porteuses d'épines. Les fleurs sont à cinq lobes et de couleur rouge, jaune ou marron.
Il est étroitement apparenté au genre Stapelia.

## Liste des espèces
| - Huernia albomaculata A.C.White & B.Sloane - Huernia appendiculata Berger - Huernia aspera N.E. Br. - Huernia barbata (Masson) Haw. - Huernia brevirostris N.E.Br. - Huernia campanulata (Masson) R.Br. - Huernia clavigera (Jacq.) Haw. - Huernia concinna N.E.Br. - Huernia decemdentata N.E.Br. - Huernia distincta N.E.Br. - Huernia guttata (Masson) R.Br. - Huernia hislopii Turrill - Huernia humilis (Masson) Haw. - Huernia hystrix (Hook.f.) N.E.Br. - Huernia insigniflora C.A.Maass - Huernia keniensis R.E.Fr. - Huernia kirkii N.E.Br. - Huernia leachii Lavranos - Huernia levyi Oberm. - Huernia loeseneriana Schltr. - Huernia longituba N.E.Br. | - Huernia macrocarpa Schweinf. ex K.Schum. - Huernia namaquensis Pillans - Huernia occulta L.C.Leach & Plowes - Huernia ocellata (Jacq.) Schultes - Huernia penzigii N.E.Br. - Huernia piersii N.E.Br. - Huernia pillansii N.E.Br. - Huernia praestans N.E.Br. - Huernia primulina N.E.Br. - Huernia procumbens (R.A.Dyer) L.C.Leach - Huernia reticulata (Masson) Haw. - Huernia scabra N.E.Br. - Huernia schneideriana - Huernia similis N.E.Br. - Huernia simplex N.E.Br. - Huernia somalica N.E.Br. - Huernia stapelioides Schlchtr. - Huernia thuretii Cels ex Hérincq - Huernia venusta (Masson) R.Br. - Huernia verekeri Stent - Huernia volkartii Werderm. & Peitscher - Huernia zebrina N.E.Br. |